# Церковь Николая Чудотворца (Гуково)
Церковь Николая Чудотворца ― приходской храм Гуковского благочиния Шахтинской и Миллеровской епархии Московского патриархата. Расположен на хуторе Гуково, Красносулинский район, Ростовская область. Построен в 1887 году.

## История
Церковь Николая Чудотворца в хуторе Гуково была возведена в 1887 году по ходатайству местных жителей перед Митрофаном, архиепископом Донским и Новочеркасским. До этого в Гуково не было никакого храма, поэтому казакам оттуда приходилось идти либо в хутор Соколово-Кундрюченский, либо в хутор Сулинский. Это вызывало у них большие неудобства, особенно во время разливов рек.
Свято-Никольский храм почти сразу стали посещать не только жители Гуково, но также и Замчалова, Долотинка, Больше-Зверевского и хутора Павловского. Все эти поселения располагались рядом и также не имели своих собственных церквей.
Храм, в отличие от многих других, которые были уничтожены по приказу советской власти или во время боевых действий, выстоял как в годы революции, так и Гражданской и Второй мировой войны.
В 1978―1986 в храме была проведена реконструкция, он был значительно расширен. Был выкопан новый фундамент, стены обложили кирпичом. В 1992 году художник Л. Н. Шархун закончил роспись внутренних стен храма.
Церковь окормляет местную воинскую часть у посёлка Замчалово №46111.